# Renpet
Renpet é o termo egípcio para ano. O seu hieróglifo foi figurado na arte como uma mulher ostentando uma palmeira sobre a cabeça.